# Skyler Wexler
Skyler Melody Wexler (* 17. November 2006 in Toronto, Ontario) ist eine kanadische Schauspielerin und Synchronsprecherin. 

## Leben
Wexler startete 2011 ihre Schauspielkarriere mit der Rolle der dreijährigen Casey Whiteside in der Folge We Have a Cop in Trouble, der von Lifetime Television produzierten Dramaserie Against the Wall. Es folgten kleine Rollen in der Alphas-Folge Catch and Release und als Catie in der 13. Episode The Greatest Gift in der dritten Staffel von Warehouse 13. 2012 übernahm Wexler dann ihre erste Hauptrolle im Fantasy-Horrorkurzfilm The Captured Bird, welcher von Guillermo del Toro produziert wurde. Danach drehte sie die Fernsehkomödie Sunshine Sketches of a Little Town für CBC. Ende des Jahres 2012 bekam sie die Rolle der jungen Carrie in dem gleichnamigen Remake des Brian de Palma Filmes. Von 2013 bis 2017 übernahm sie die Kinderhauptrolle der Kira Manning in BBC Americas Orphan Black.

## Filmografie (Auswahl)
- 2011: Against the Wall (Fernsehserie, Episode 1x03)
- 2011: Warehouse 13 (Fernsehserie, Episode 3x13)
- 2011–2012: Alphas (Fernsehserie, 3 Episoden)
- 2012: Sunshine Sketches of a Little Town
- 2012: The Captured Bird (Kurzfilm)
- 2013: Really Me – Der Star bin ich! (Really Me, Fernsehserie, Episode 2x11)
- 2013: Rewind
- 2013: Carrie
- 2013–2017: Orphan Black (Fernsehserie, 39 Episoden)
- 2014: Reign (Fernsehserie, Episode 2x08)
- 2015: Saving Hope (Fernsehserie, Episode 4x7)